# Космос-2430
Космос-2430, познат и под именом Космос-Око, је један од преко 2400 совјетских и касније руских вјештачких сателита лансираних у оквиру програма Космос.
Сателит је намијењен за војне задатке, специфично за детекцију лансирања ракета кориштењем инфрацрвеног спектра осматрања.